# آیروم
آیروم (به ارمنی: Այրում) یک شهر در ارمنستان است که در استان تاووش واقع شده‌است. در ۶۰ کیلومتری شمال غرب ایجوان، مرکز استان تاووش واقع شده‌است.

## جغرافیا و آب و هوا
آیروم ۱٫۶ کیلومترمربع مساحت و ۲٬۱۲۶ نفر جمعیت دارد و ۵۰۰ متر بالاتر از سطح دریا واقع شده‌است.

## دورنمای شهر
== جاذبه‌های تاریخی == -->